# Ana Paula Zacarias

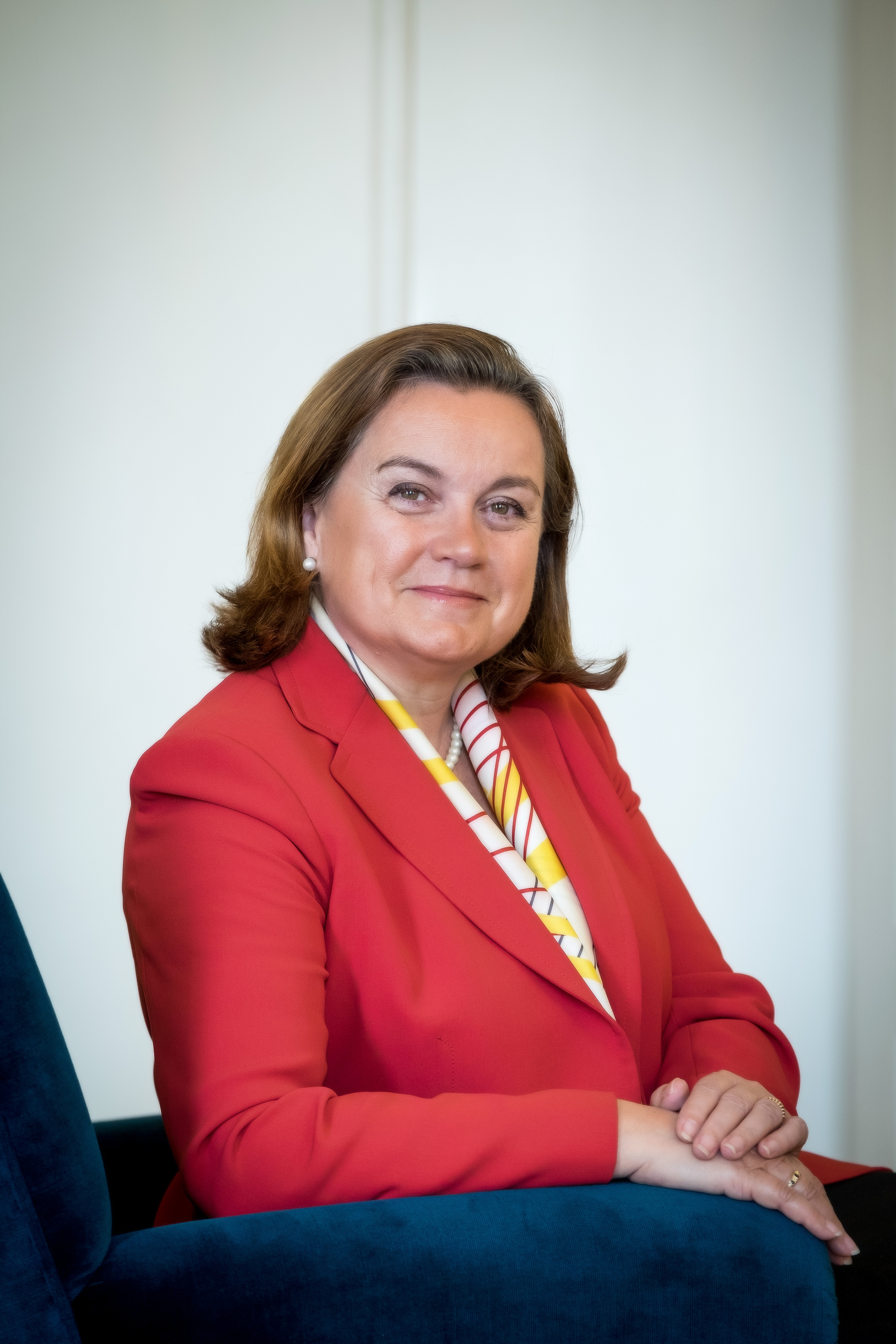
Ana Paula Zacarias (2018)

Ana Paula Baptista Grade Zacarias (* 5. Januar 1959 in Lissabon) ist eine portugiesische Diplomatin, die unter anderem von 2005 bis 2008 Botschafterin in Estland, von 2011 bis 2015 Delegationsleiterin der Europäischen Union und Leiterin der Delegation der Europäischen Union in Brasilien war. Sie war ferner zwischen 2015 und 2017 in Personalunion EU-Botschafterin und Leiterin der EU-Delegationen in Ecuador und Kolumbien sowie von 2017 bis 2022 Staatssekretärin für Europaangelegenheiten. Seit 2022 ist sie Ständige Vertreterin bei den Vereinten Nationen.

## Leben
Ana Paula Baptista Grade Zacarias absolvierte nach dem Schulbesuch ein Studium der Kulturanthropologie an der Universidade Nova de Lisboa und trat daraufhin in den diplomatischen Dienst des Außenministeriums. Sie war zwischen 1988 und 1993 Mitarbeiterin an der Botschaft in den USA sowie von 1993 bis 1996 am Konsulat in Curitiba. Nach Verwendungen im Außenministerium fungierte sie 2000 kurzzeitig als Vizepräsidentin des Instituto Camões und war daraufhin zwischen 2000 und 2005 stellvertretende Ständige Vertreterin bei der UNESCO in Paris, wo sie vom 9. Dezember 2003 bis zum 9. Dezember 2004 Geschäftsträgerin der Ständigen Vertretung bei der UNESCO war. 2005 löste sie João Manuel da Cruz da Silva Leitão als Botschafterin in Estland ab und verblieb auf diesem Posten bis 2008, woraufhin Maria de Fátima de Pina Perestrello ihre dortige Nachfolgerin wurde. Danach war sie zwischen Januar 2009 und März 2011 stellvertretende Ständige Vertreterin Portugals bei der Europäischen Union.
Am 8. März 2011 wurde Ana Paula Zacarias als Nachfolgerin von João Pacheco Delegationsleiterin der Europäischen Union in Brasilien und übte dieses Amt bis zu ihrer Ablösung durch João Gomes Cravinho im Juli 2015 aus. Im Anschluss war sie zwischen 2015 und 2017 in Personalunion EU-Botschafterin und Leiterin der EU-Delegationen in Ecuador und Kolumbien. Als Nachfolgerin von Margarida Marques übernahm sie am 14. Juli 2017 im ersten Kabinett Costa den Posten als Staatssekretärin für Europaangelegenheiten (Secretária de Estado dos Assuntos Europeus) und bekleidete diesen vom 26. Oktober 2019 bis zum 30. März 2022 auch im zweiten Kabinett Costa. In dieser Funktion war sie auch Mitglied des Exekutivausschusses der Konferenz zur Zukunft Europas, die am Europatag am 9. Mai 2021 offiziell begann.
2022 wurde Ana Paula Zacarias Ständige Vertreterin bei den Vereinten Nationen und überreichte am 17. Mai 2022 UN-Generalsekretär António Guterres ihr Beglaubigungsschreiben.